# Oxypteron impar
Oxypteron impar is een vlinder uit de familie bladrollers (Tortricidae). De wetenschappelijke naam is voor het eerst geldig gepubliceerd in 1871 door Staudinger.
De soort komt voor in Europa.